# Kuskowo-Glinki
Kuskowo-Glinki (prononciation : [kusˈkɔvɔ ˈɡlinki]) est un village polonais de la gmina de Strzegowo dans le powiat de Mława de la voïvodie de Mazovie dans le centre-est de la Pologne.
Le village compte approximativement une population de 100 habitants en 2006.

## Histoire
De 1975 à 1998, le village appartenait administrativement à la voïvodie de Ciechanów.